# Протопоповка (Татарстан)
Протопоповка — деревня в Зеленодольском районе Татарстана. Входит в состав  городского поселения Нижние Вязовые.

## География
Находится в западной части Татарстана на расстоянии приблизительно 6 км на юг от районного центра города Зеленодольск в правобережной части района у южной окраины поселка Нижние Вязовые.

## История
Была известна с 1565—1567 годов как Пустошь Кеземет, принадлежавшая Свияжскому Успенскому монастырю, позднее деревня Куземетева.

## Население
Постоянных жителей было в 1782 году — 76 человек мужского пола, в 1859 — 464, в 1897 — 497, в 1908 — 460, в 1920 — 475, в 1926 — 545, в 1938 — 582, в 1949 — 490, в 1958 — 419, в 1970 — 222, в 1979 — 447, в 1989 — 510. Постоянное население составляло 576 человек (русские 74 %) в 2002 году, 544 в 2010.